# Kalendarium rządu Jerzego Buzka
Kalendarium rządu Jerzego Buzka opisuje powołanie rządu Jerzego Buzka, zmiany na stanowiskach ministrów, sekretarzy stanu, podsekretarzy stanu, wojewodów i wicewojewodów a także zmiany personalne na kierowniczych stanowiskach w urzędach centralnych podległych Radzie Ministrów.

## Zmiany w rządzie
Lista zmian personalnych na stanowiskach ministrów, sekretarzy stanu i podsekretarzy stanu.

### Rok 1997
| Powołanie | Odwołanie            |
| 31 października 1997 | 31 października 1997 |
| --- | -------------------- |
| - Leszka Balcerowicza na urzędy wiceprezesa Rady Ministrów i ministra finansów, - Janusza Tomaszewskiego na urzędy wiceprezesa Rady Ministrów oraz ministra spraw wewnętrznych i administracji, - Ryszarda Czarneckiego na urząd przewodniczącego Komitetu Integracji Europejskiej, - Bronisława Geremka na urząd ministra spraw zagranicznych, - Mirosława Handke na urząd ministra edukacji narodowej, - Jacka Janiszewskiego na urząd ministra rolnictwa i gospodarki żywnościowej, - Longina Komołowskiego na urząd ministra pracy i polityki socjalnej, - Jerzego Kropiwnickiego na urząd ministra-członka Rady Ministrów, - Wojciecha Maksymowicza na urząd ministra zdrowia i opieki społecznej, - Eugeniusza Morawskiego na urząd ministra transportu i gospodarki morskiej, - Janusza Onyszkiewicza na urząd ministra obrony narodowej, - Janusza Pałubickiego na urząd ministra-członka Rady Ministrów, - Janusza Steinhoffa na urząd ministra gospodarki, - Hanny Suchockiej na urząd ministra sprawiedliwości, - Jana Szyszko na urząd ministra ochrony środowiska, zasobów naturalnych i leśnictwa, - Wiesława Walendziaka na urzędy ministra-członka Rady Ministrów i szefa Kancelarii Premiera, - Emila Wąsacza na urząd ministra skarbu państwa, - Jerzego Widzyka na urząd ministra-członka Rady Ministrów, - Andrzeja Wiszniewskiego na urzędy ministra-członka Rady Ministrów oraz przewodniczącego Komitetu Badań Naukowych, - Joanny Wnuk-Nazarowej na urząd ministra kultury i sztuki, - Marka Zdrojewskiego na urząd ministra łączności, - Tomasza Tywonka na stanowisko rzecznika prasowego Rządu. | –                    |

### Rok 1998
| Powołanie | Odwołanie |
| 8 maja 1998 | 8 maja 1998 |
| --- | --- |
| – | - Tomasza Tywonka ze stanowiska rzecznika prasowego Rządu (powołany na to stanowisko 31 października 1997).                             |
| 9 maja 1998 | |
| - Jarosława Sellina na stanowisko rzecznika prasowego Rządu. | – |
| 27 lipca 1998 | |
| - Jerzego Buzka, prezesa Rady Ministrów, na urząd przewodniczącego Urzędu Komitetu Integracji Europejskiej, - Ryszarda Czarneckiego na urząd ministra-członka Rady Ministrów. | - Ryszarda Czarneckiego z urzędu przewodniczącego Urzędu Komitetu Integracji Europejskiej (powołany na ten urząd 31 października 1997). |
| 8 grudnia 1998 | |
| - Tadeusza Syryjczyka na urząd ministra transportu i gospodarki morskiej. | - Eugeniusza Morawskiego z urzędu ministra transportu i gospodarki morskiej (powołany na ten urząd 31 października 1997).               |

### Rok 1999
| Powołanie | Odwołanie |
| 5 marca 1999 | 5 marca 1999 |
| --- | --- |
| – | - Jarosława Sellina ze stanowiska rzecznika prasowego Rządu (powołany na to stanowisko 9 maja 1998). |
| 26 marca 1999 | |
| - Krzysztofa Lufta na stanowisko rzecznika prasowego Rządu. | – |
| 26 marca 1999 | |
| - Artura Balazsa na urząd ministra rolnictwa i gospodarki żywnościowej, - Franciszki Cegielskiej na urząd ministra zdrowia i opieki społecznej, - Macieja Srebro na urząd ministra łączności, - Andrzeja Zakrzewskiego na urząd ministra kultury i sztuki, - Jerzego Widzyka, ministra-członka Rady Ministrów, na urząd szefa Kancelarii Premiera.                                                                                      | - Jacka Janiszewskiego z urzędu ministra rolnictwa i gospodarki żywnościowej (powołany na ten urząd 31 października 1997), - Wojciecha Maksymowicza z urzędu ministra zdrowia i opieki społecznej (powołany na ten urząd 31 października 1997), - Marka Zdrojewskiego z urzędu ministra łączności (powołany na ten urząd 31 października 1997), - Joanny Wnuk-Nazarowej z urzędu ministra kultury i sztuki (powołana na ten urząd 31 października 1997), - Teresy Kamińskiej z urzędu ministra-członka Rady Ministrów (powołana na ten urząd 31 października 1997), - Wiesława Walendziaka z urzędów ministra-członka Rady Ministrów i szefa Kancelarii Premiera (powołany na te urzędy 31 października 1997), - Ryszarda Czarneckiego z urzędu ministra-członka Rady Ministrów (powołany na ten urząd 27 lipca 1998). |
| 3 września 1999 | |
| – | - Janusza Tomaszewskiego z urzędów wiceprezesa Rady Ministrów oraz ministra spraw wewnętrznych i administracji (powołany na te urzędy 31 października 1997). |
| 7 października 1999 | |
| - Marka Biernackiego na urząd ministra spraw wewnętrznych i administracji. | – |
| 19 października 1999 | |
| - Longina Komołowskiego na urzędy wiceprezesa Rady Ministrów oraz ministra pracy i polityki społecznej, - Artura Balazsa na urząd ministra rolnictwa i rozwoju wsi, - Franciszki Cegielskiej na urząd ministra zdrowia, - Antoniego Tokarczuka na urząd ministra środowiska, - Andrzeja Wiszniewskiego na urzędy ministra nauki oraz przewodniczącego KBN, - Andrzeja Zakrzewskiego na urząd ministra kultury i dziedzictwa narodowego, | - Longina Komołowskiego z urzędu ministra pracy i polityki socjalnej (powołany na ten urząd 31 października 1997), - Jana Szyszki z urzędu ministra ochrony środowiska, zasobów naturalnych i leśnictwa (powołany na ten urząd 31 października 1997), - Andrzej Wiszniewski z urzędów ministra-członka Rady Ministrów oraz przewodniczącego KBN (powołany na te urzędy 31 października 1997), - Artura Balazsa z urzędu ministra rolnictwa i gospodarki żywnościowej (powołany na ten urząd 26 marca 1999), - Franciszki Cegielskiej z urzędu ministra zdrowia i opieki społecznej (powołana na ten urząd 26 marca 1999), - Andrzeja Zakrzewskiego z urzędu ministra kultury i sztuki (powołany na ten urząd 26 marca 1999),                                                                                           |

### Rok 2000
| Powołanie | Odwołanie |
| 10 lutego 2000 | 10 lutego 2000 |
| --- | --- |
| – | - Andrzeja Zakrzewskiego z urzędu ministra kultury i dziedzictwa narodowego (powołany na ten urząd 19 października 1999). |
| 16 marca 2000 | |
| - Kazimierza Ujazdowskiego na urząd ministra kultury i dziedzictwa narodowego, - Tomasza Szyszko na urząd ministra łączności. | - Macieja Srebro z urzędu ministra łączności (powołany na ten urząd 26 marca 1999). |
| 8 czerwca 2000 | |
| - Jarosława Bauca na urząd ministra finansów. | - Leszka Balcerowicza z urzędów wiceprezes Rady Ministrów i ministra finansów (powołany na te urzędy 31 października 1997), - Hanny Suchockiej z urzędów ministra sprawiedliwości i prokuratora generalnego (powołana na te urzędy 31 października 1997), - Tadeusza Syryjczyka z urzędu ministra transportu i gospodarki morskiej (powołany na ten urząd 8 grudnia 1998). |
| 12 czerwca 2000 | |
| - Janusza Steinhoffa, ministra gospodarki, na urząd wiceprezesa Rady Ministrów, - Lecha Kaczyńskiego na urzędy ministra sprawiedliwości i prokuratora generalnego, - Jerzego Widzyka na urząd ministra transportu i gospodarki morskiej, - Macieja Musiała na urząd szefa Kancelarii Premiera. | - Jerzego Widzyka z urzędów ministra-członka Rady Ministrów (powołany na ten urząd 31 października 1997) i szefa Kancelarii Premiera (powołany na ten urząd 26 marca 1999). |
| 16 czerwca 2000 | |
| - Bronisława Komorowskiego na urząd ministra obrony narodowej, - Jerzego Kropiwnickiego na urząd ministra rozwoju regionalnego i budownictwa. | - Janusza Onyszkiewicza z urzędu ministra obrony narodowej (powołany na ten urząd 31 października 1997), - Jerzego Kropiwnickiego z urzędów ministra-członka Rady Ministrów i prezesa RCSS (powołany na te urzędy 31 października 1997). |
| 30 czerwca 2000 | |
| - Władysława Bartoszewskiego na urząd ministra spraw zagranicznych. | - Bronisława Geremka z urzędu ministra spraw zagranicznych (powołany na ten urząd 31 października 1997). |
| 20 lipca 2000 | |
| - Edmunda Wittbrodta na urząd ministra edukacji narodowej. | - Mirosława Handke z urzędu ministra edukacji narodowej (powołany na ten urząd 31 października 1997). |
| 16 sierpnia 2000 | |
| - Andrzeja Chronowskiego na urząd ministra skarbu państwa. | - Emila Wąsacza z urzędu ministra skarbu państwa (powołany na te urzędy 31 października 1997). |
| 22 października 2000 | |
| – | - Franciszki Cegielskiej z urzędu minister zdrowia (powołana na ten urząd 26 marca 1999). |
| 7 listopada 2000 | |
| - Grzegorza Opali na urząd ministra zdrowia. | – |

### Rok 2001
| Powołanie                                                                              | Odwołanie |
| 28 lutego 2001                                                                         | 28 lutego 2001 |
| -------------------------------------------------------------------------------------- | --- |
| - Aldony Kameli-Sowińskiej na urząd ministra skarbu państwa.                           | - Andrzeja Chronowskiego z urzędu ministra skarbu państwa (powołany na ten urząd 16 sierpnia 2000). |
| 4 lipca 2001                                                                           | |
| - Stanisława Iwanickiego na urzędy ministra sprawiedliwości i prokuratora generalnego. | - Lecha Kaczyńskiego z urzędów ministra sprawiedliwości i prokuratora generalnego (powołany na te urzędy 12 czerwca 2000). |
| 12 lipca 2001                                                                          | |
| - Andrzeja Zielińskiego na urząd ministra kultury i dziedzictwa narodowego.            | - Kazimierza Ujazdowskiego z urzędu ministra kultury i dziedzictwa narodowego (powołany na ten urząd 16 marca 2000). |
| 18 lipca 2001                                                                          | |
| –                                                                                      | - Tomasza Szyszko z urzędu ministra łączności (powołany na ten urząd 16 marca 2000). |
| 28 sierpnia 2001                                                                       | |
| - Haliny Wasilewskiej-Trenkner na urząd ministra finansów.                             | - Jarosława Bauca z urzędu ministra finansów (powołany na ten urząd 12 czerwca 2000). |
| 19 października 2001                                                                   | |
| –                                                                                      | - Jerzego Buzka, prezesa Rady Ministrów, z urzędu przewodniczącego Komitetu Integracji Europejskiej (powołany na ten urząd 27 lipca 1998), - Longina Komołowskiego z urzędów wiceprezesa Rady Ministrów oraz ministra pracy i polityki społecznej (powołany na te urzędy 19 października 1999), - Janusza Steinhoffa z urzędów wiceprezesa Rady Ministrów (powołany na ten urząd 12 czerwca 2000) i ministra gospodarki (powołany na ten urząd 31 października 1997), - Jerzego Kropiwnickiego z urzędu ministra rozwoju regionalnego i budownictwa (powołany na ten urząd 16 czerwca 2000), - Janusza Pałubickiego z urzędu ministra-członka Rady Ministrów (powołany na ten urząd 31 października 1997), - Jerzego Widzyka z urzędu ministra transportu i gospodarki morskiej (powołany na ten urząd 12 czerwca 2000), - Andrzeja Wiszniewskiego z urzędów przewodniczącego Komitetu Badań Naukowych (powołany na ten urząd 31 października 1997) i ministra nauki (powołany na ten urząd 19 października 1999), - Artura Balazsa z urzędu ministra rolnictwa i rozwoju wsi (powołany na ten urząd 19 października 1999), - Marka Biernackiego z urzędu ministra spraw wewnętrznych i administracji (powołany na ten urząd 7 października 1999), - Antoniego Tokarczuka z urzędu ministra środowiska (powołany na ten urząd 19 października 1999), - Macieja Musiała z urzędu szefa Kancelarii Premiera (powołany na ten urząd 12 czerwca 2000), - Bronisława Komorowskiego z urzędu ministra obrony narodowej (powołany na ten urząd 16 czerwca 2000), - Władysława Bartoszewskiego z urzędu ministra spraw zagranicznych (powołany na ten urząd 30 czerwca 2000), - Edmunda Wittbrodta z urzędu ministra edukacji narodowej (powołany na ten urząd 20 lipca 2000), - Grzegorza Opali z urzędu ministra zdrowia (powołany na ten urząd 7 listopada 2000), - Aldony Kameli-Sowińskiej z urzędu ministra skarbu państwa (powołana na ten urząd 28 lutego 2001), - Stanisława Iwanickiego z urzędów ministra sprawiedliwości i prokuratora generalnego (powołany na te urzędy 5 lipca 2001), - Andrzeja Zielińskiego z urzędu ministra kultury i dziedzictwa narodowego (powołany na ten urząd 12 lipca 2001), - Haliny Wasilewskiej-Trenkner z urzędu ministra finansów (powołana na ten urząd 28 sierpnia 2001), - Krzysztofa Lufta ze stanowiska rzecznika prasowego Rządu (powołany na to stanowisko 26 marca 1999). |